# معقد توليد الأكسجين

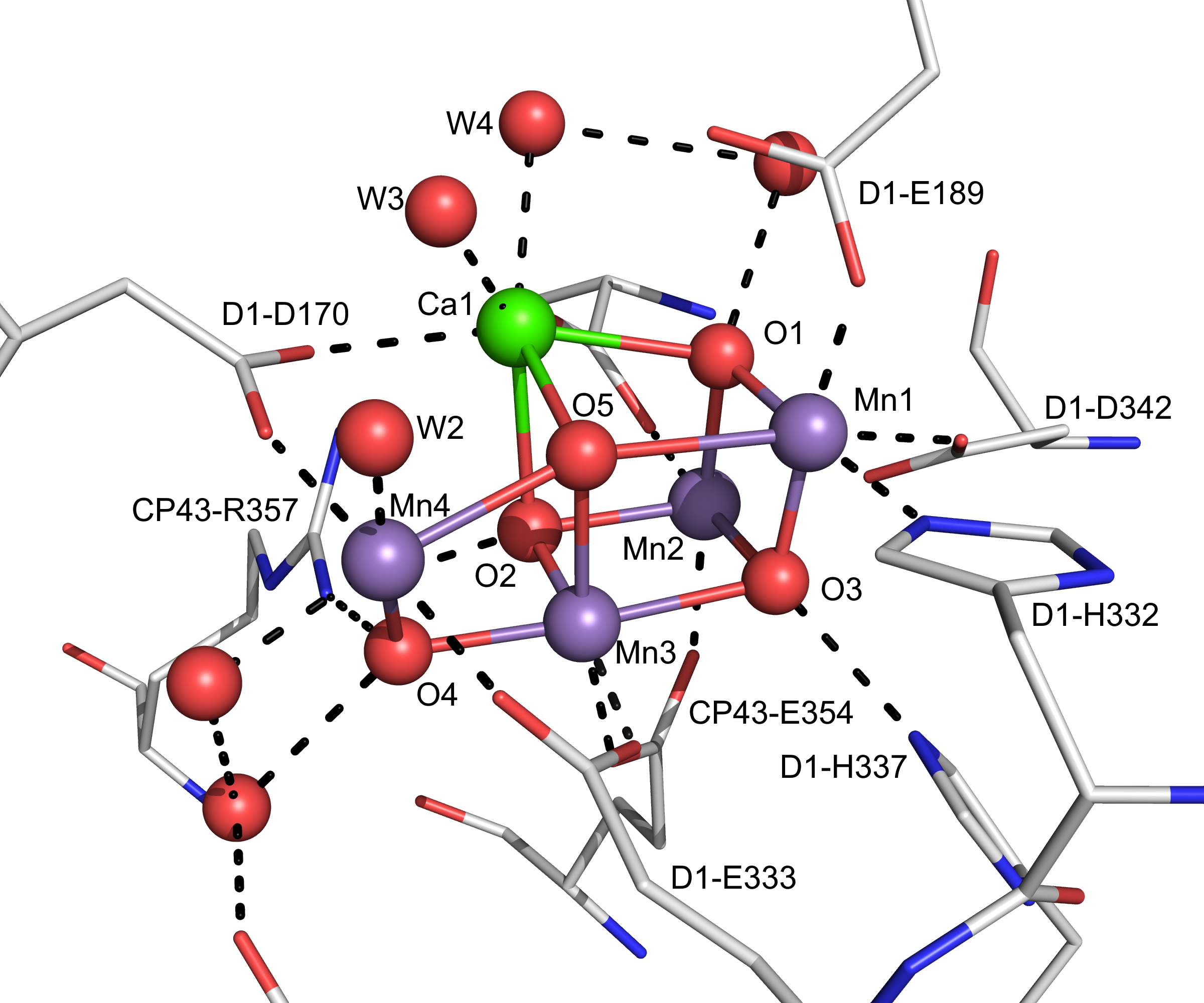
بنية بلورية لنواة معقد توليد الأكسجين Mn_{4}O_{5}Ca مستحصلة بأسلوب دراسة البلورات بالأشعة السينية باستبانة مقدارها 1.9 أنغستروم.

معقد توليد الأكسجين (اختصاراً OEC، ويعرف أيضاً باسم معقد فصم الماء) وهو جزء من النظام الضوئي الثاني (II) حيث تحدث عملية توليد الأكسجين من أكسدة الماء أثناء التفاعلات الضوئية في عملية التركيب الضوئي.
تكون وحدة معقد توليد الأكسجين محاطة بأربع بنى بروتينية وموجودة على الفاصل بين الغشاء الخلوي وتجويف الأنبوب في الخلية النباتية.
في تفاعل أكسدة الماء الإجمالي تتنقل أربعة إلكترونات من اثنين من جزيئات الماء بحيث تتشكل أربع بروتونات وجزيء واحد من الأكسجين. تتطلب القوة الجزيئية المحركة للتفاعل مقدرة على تخزين القدرة الناتجة من ثلاث من شحنة التفاعلات المحفزة ضوئياً، قبل أن يزود الرابع الجهد اللازم للأكسدة من أجل فصم الماء.
تحوي بنية معقد توليد الأكسجين على نواة من بروتين فلزي حاوٍ على عنصري المنغنيز والكالسيوم بشكل تكون فيه الصيغة الجزيئية التقريبية على الهيئة Mn4O5Ca.